# Chaîne humaine

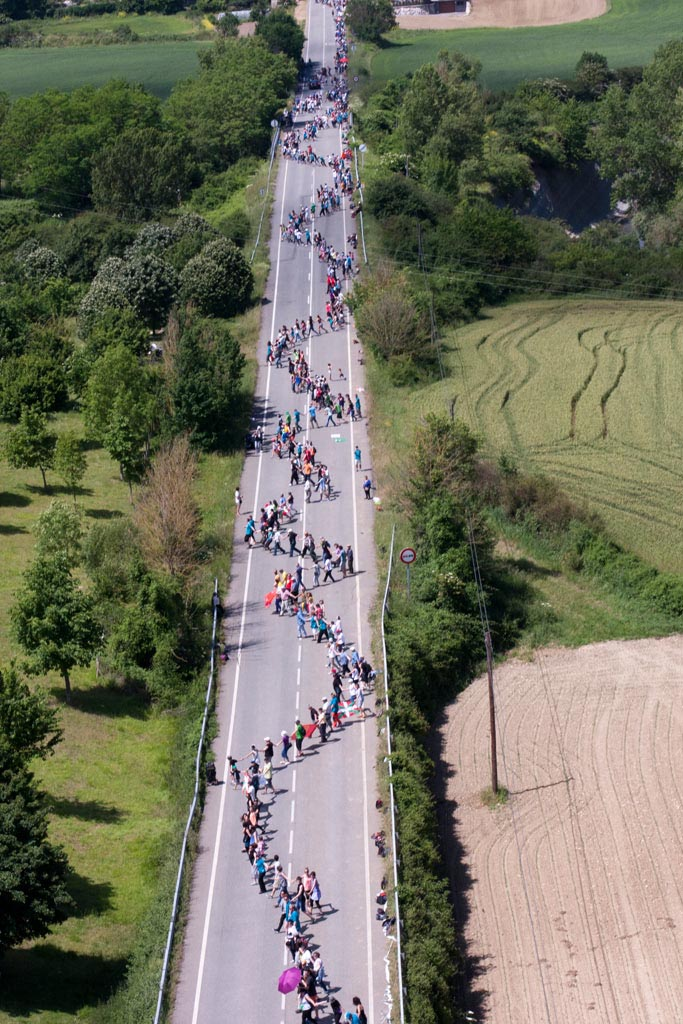
Chaîne humaine au Pays basque

Une chaîne humaine est une forme de manifestation dans laquelle les participants se tiennent la main en signe de solidarité, métaphore d'une chaîne, voulue la plus longue possible.
Certaines restent dans l'histoire, en rassemblant plusieurs dizaines ou centaines de milliers de personnes, parfois des millions, sur des centaines de kilomètres et traversant plusieurs pays.
Quelques chaînes humaines importantes :
- En 1983, entre 40 000 et 80 000 personnes forment une chaîne humaine dans le Berkshire, au Royaume-Uni pour protester contre l'installation de missiles nucléaires des États-Unis en Allemagne de l'Ouest.
- La Voie balte, le 23 août 1989 réunissant 2 millions de personnes.
- La Chaîne humaine de 2012 réunit 60 000 personnes dans la vallée du Rhône pour protester contre la politique nucléaire après la catastrophe de Fukushima.
- La chaîne humaine pour le droit à décider du Pays basque de 2014 a réuni 150 000 personnes sur 123 km.
- Le 1er octobre 2015, l'United Democratic Madhesi Front (en) (UDMF) a formé au Népal, la plus longue chaîne humaine au monde, avec 1,5 million de participants étalés sur 1 155 km d'une voie postale du Népal[1],[2],[3].
- Le 29 novembre 2015, lors de la COP21, les manifestations ayant été interdites par l'État, une manifestation est lancée Place de la République, réunissant  4 500 et 10 000 personnes selon les sources. Après sa dispersion par la police, une chaîne humaine est créée à Paris entre la station de métro Oberkampf et la Place de la Nation, sur le Boulevard Voltaire[4].